# Dadant-Beute

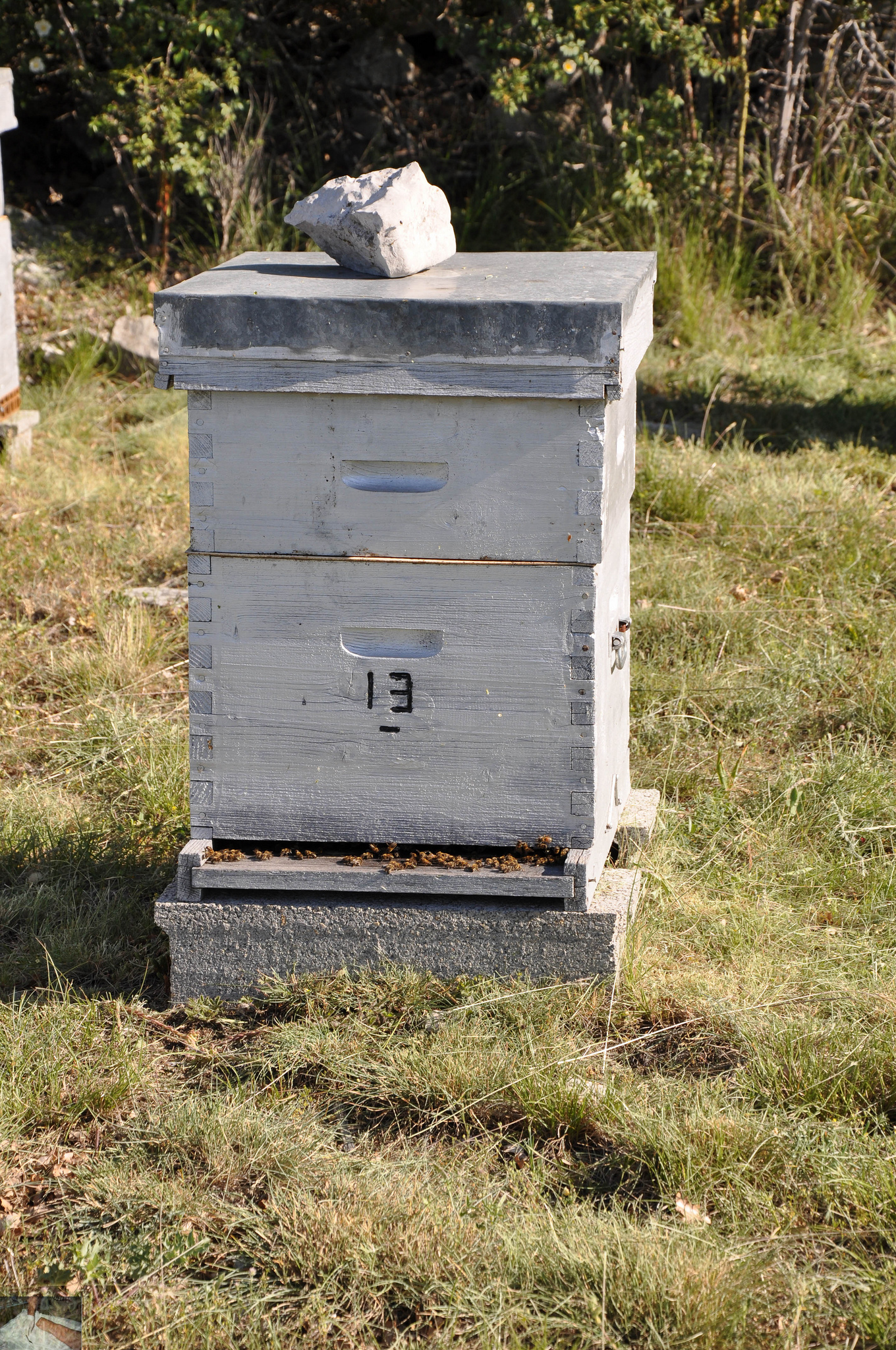
Dadant-Bienenstock mit einem ungeteilten Brutraum (13), einer aufgesetzten Honigraum-Zarge und einem Königinnen-Absperrgitter dazwischen, provenzalische Alpen

Die Dadant-Beute ist eine verbreitete Behausung für Honigbienen in der Imkerei. Sie wurde um 1874 von Charles Dadant in den USA entwickelt und gehört heute zu den gängigsten Bienenbeuten. Im Gegensatz zu den meisten anderen Magazinbeuten hat sie nur einen ungeteilten Brutraum. Die entsprechende Brutraum-Zarge ist etwa doppelt so hoch wie eine Honigraum-Zarge. Das Dadant-Blatt Magazinbeuten-System ist einheitlich normiert.

## Geschichte
Mit dem Erwerb einer Farm begann Charles Dadant 1864 seine Imkerei in den USA. Er imkerte zuerst nach der europäischen Betriebsweise mit Korbbeuten ohne Rähmchen. Er las die Bücher Mysteries of Bee-Keeping Explained (1853) von Moses Quinby und A Practical Treatise on the Hive and the Honey-Bee (1859) von Lorenzo Langstroth.
Danach erfasste Dadant die Überlegenheit der Magazinbeute mit mobilen Rähmchen. Er probierte die Rähmchengrößen von Quinby und Langstroth aus. 1867 erschien sein erster Artikel im American Bee Journal.
Nach seinen Experimenten verwendete Charles Dadant schließlich ab 1874 das großflächige Quinby-Dadant-Rähmchen mit den Außenmaßen (Breite mal Höhe, ohne Ohren) von 480 mm * 285 mm im Brutraum, den er von 8 auf 10 Rähmchen vergrößerte.
Dieses originale Quinby-Dadant-Rähmchen hat sich in Amerika nicht durchgesetzt; es wird heute vor allem im europäischen Raum in der professionellen Imkerei als Dadant-Blatt verwendet, mit nochmals leicht veränderten Rähmchenabmessungen mit dem Außenmaß (ohne Ohren) von 435 mm *  300 mm im Brutraum und mit Honigraum-Rähmchen im Maß von 435 mm * 159 mm (ohne Ohren).
Charles Dadants Sohn Camille Pierre modifizierte um 1920 das originale Quinby-Dadant-Rähmchen, indem er den Oberträger auf die Länge des marktführenden Langstrothrähmchen verkürzte mit den Außenmaßen (ohne Ohren) von 448 mm * 285 mm. Damit wurde Kompatibilität zwischen den Magazinsystemen von Dadant und Langstroth hergestellt, was wichtig war für den Versand per Bahn, das Stapeln und Lagern der Magazinbeuten.
Und auch das von Camille Pierre Dadant modifizierte Rähmchen hat sich in Amerika nicht durchgesetzt. Es wird heute vor allem im deutschsprachigen Raum im Zusammenhang mit dem von Karl Kehrle (‚Bruder Adam‘) entwickelten quadratischen 12er Dadant Magazin (Dadant-Adam [modifiziert]) verwendet, mit den Außenmaßen der Honigraum-Rähmchen (ohne Ohren) von 448 mm * 142 mm und den Außenmaßen der modifizierten Brutraum-Rähmchen (ohne Ohren) von 448 mm * 285 mm. Die Honigraum-Rähmchen sind damit halb so hoch wie die Brutraum-Rähmchen.

## Beschreibung

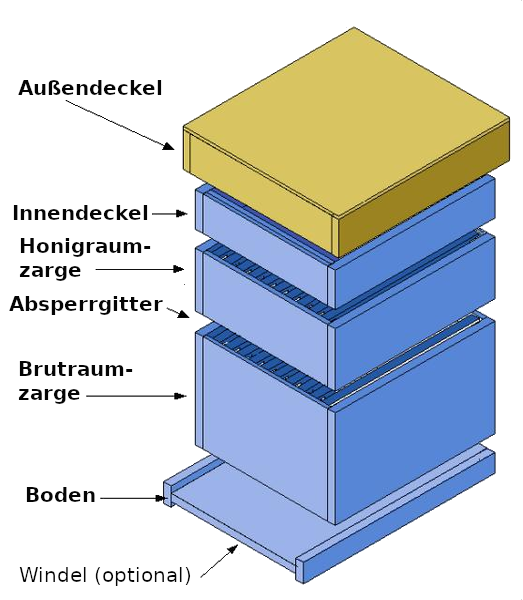
Graphische Darstellung einer Dadant-Blatt Magazinbeute

Die Dadant-Beute besteht in der Regel aus einem Boden, einer Brut-Zarge, ein bis fünf Honig-Zargen, einem Innendeckel und einem Außendeckel. Dazu gehört weiterhin ein Fluglochkeil, ein Absperrgitter, ein Futtertrog und ein Zwischenboden mit Bienenfluchten als Durchgang, der für die Bienen nur in eine Richtung passierbar ist. Die Brut-Zargen bieten Platz für 10 oder 12 Rähmchen, die Honigzargen bieten Platz für 9 oder 11 Rähmchen.
Von der Dadant-Beute existieren zwei international verbreitete Varianten:
- Dadant modifiziert (auch "Dadant US"): Wurde von Charles Dadants Sohn Camille Pierre Dadant entwickelt. Die Zargen sind kompatibel mit denen der Langstroth-Beute. Sie ist in Deutschland verbreitet.
- Dadant-Blatt: Entwickelt vom Schweizer Johann Blatt, ist in Europa die am weitesten verbreitete Beute.[7]

Das in der artgerechten, internationalen Imkerei als Dadant-Blatt verwendete Magazinbeuten-System ist seit 1950 nach „NF U82-101:1950-03-01“ von der AFNOR einheitlich normiert. Dabei wird an allen Stellen der Bienenabstand (englisch bee space) eingehalten. Hiermit wird einheitliche Qualität und internationale Kompatibilität sicherstellt und die Arbeits- und Betriebskosten gesenkt.
Die Außenmaße variieren je nach Holzstärke (in der Regel zwischen 20 und 25 mm). Die Innenmaße eines Dadant-Bienenstocks sind wie folgt festgelegt:
| Typ | Höhe (innen, außen) | Länge (innen) | Breite (innen) | Volumen (innen) |
| --- | ------------------- | ------------- | -------------- | --------------- |
| Dadant modifiziert, Brutraum, 12er | 294 mm              | 465 mm        | 465 mm         | 63 l            |
| Dadant modifiziert, Brutraum, 10er | 294 mm              | 465 mm        | 375 mm         | 51 l            |
| Dadant modifiziert, Honigraum, 11er | 150 mm              | 465 mm        | 465 mm         | 32 l            |
| Dadant modifiziert, Honigraum, 9er | 150 mm              | 465 mm        | 375 mm         | 26 l            |
| Dadant Blatt, Brutraum, 12er | 309 mm              | 450 mm        | 450 mm         | 62 l            |
| Dadant Blatt, Brutraum, 10er | 309 mm              | 450 mm        | 380 mm         | 52 l            |
| Dadant Blatt, Brutraum, 8er | 309 mm              | 450 mm        | 310 mm         | 43 l            |
| Dadant Blatt, Honigraum, 11er | 168 mm              | 450 mm        | 450 mm         | 34 l            |
| Dadant Blatt, Honigraum, 9er | 168 mm              | 450 mm        | 380 mm         | 28 l            |
| Dadant Blatt, Honigraum, 7er | 168 mm              | 450 mm        | 310 mm         | 23 l            |
| Anmerkungen: 12er entspricht einer Kapazität von 12 Rähmchen; 11er entspricht einer Kapazität von 11 Rähmchen, usf.; zu den genauen Maßen, siehe Rähmchen. Ein Dadant Brutraum-Rähmchen hält maximal ca. 4 kg Honig, ein Dadant Honigraum-Rähmchen hält max. ca. 2 kg Honig. |                     |               |                |                 |

## Eigenschaften

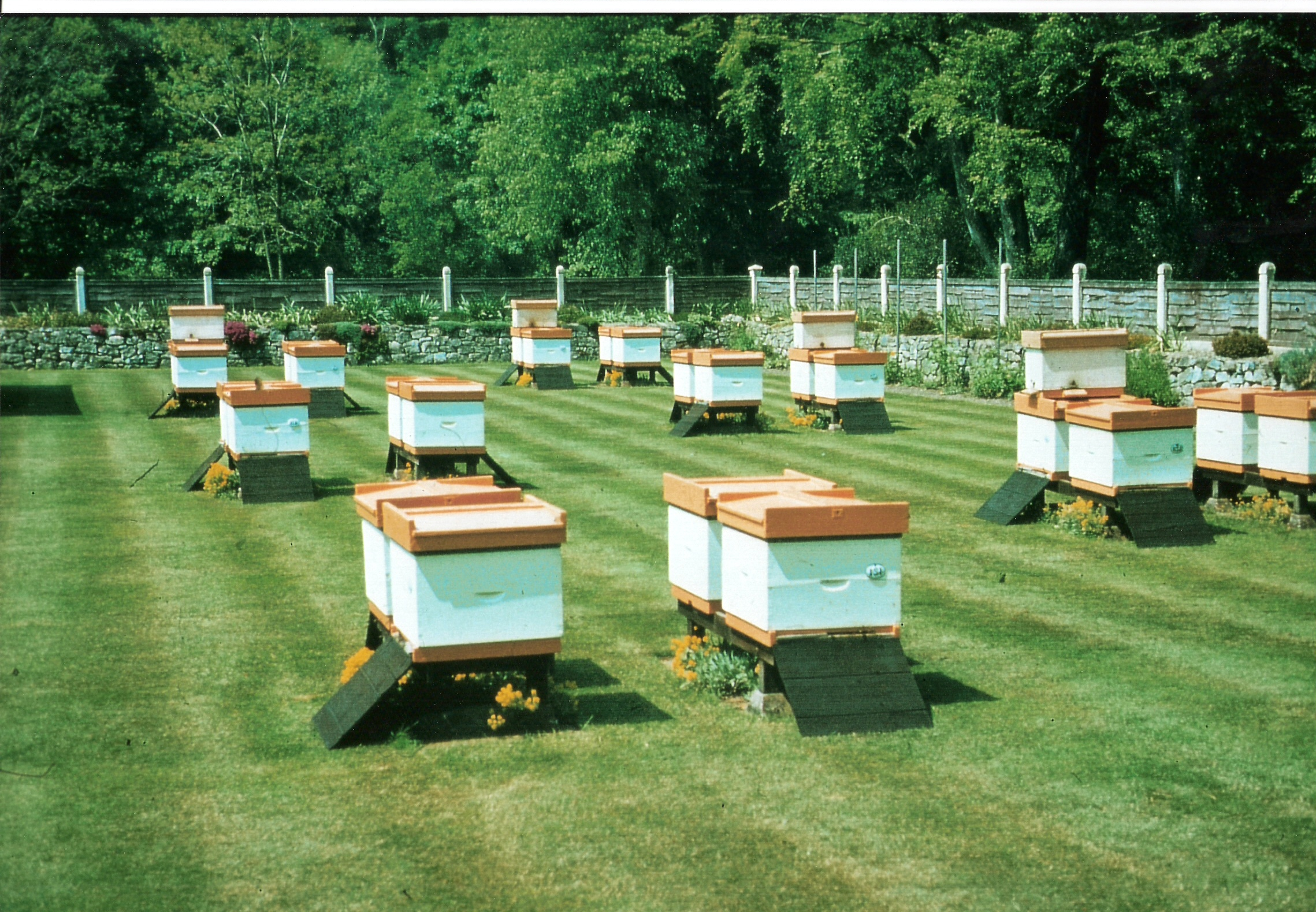
Buckfastbienen-Zuchtstand mit quadratischen Dadant-modifiziert (12er) Beuten in England (Kloster Buckfast)

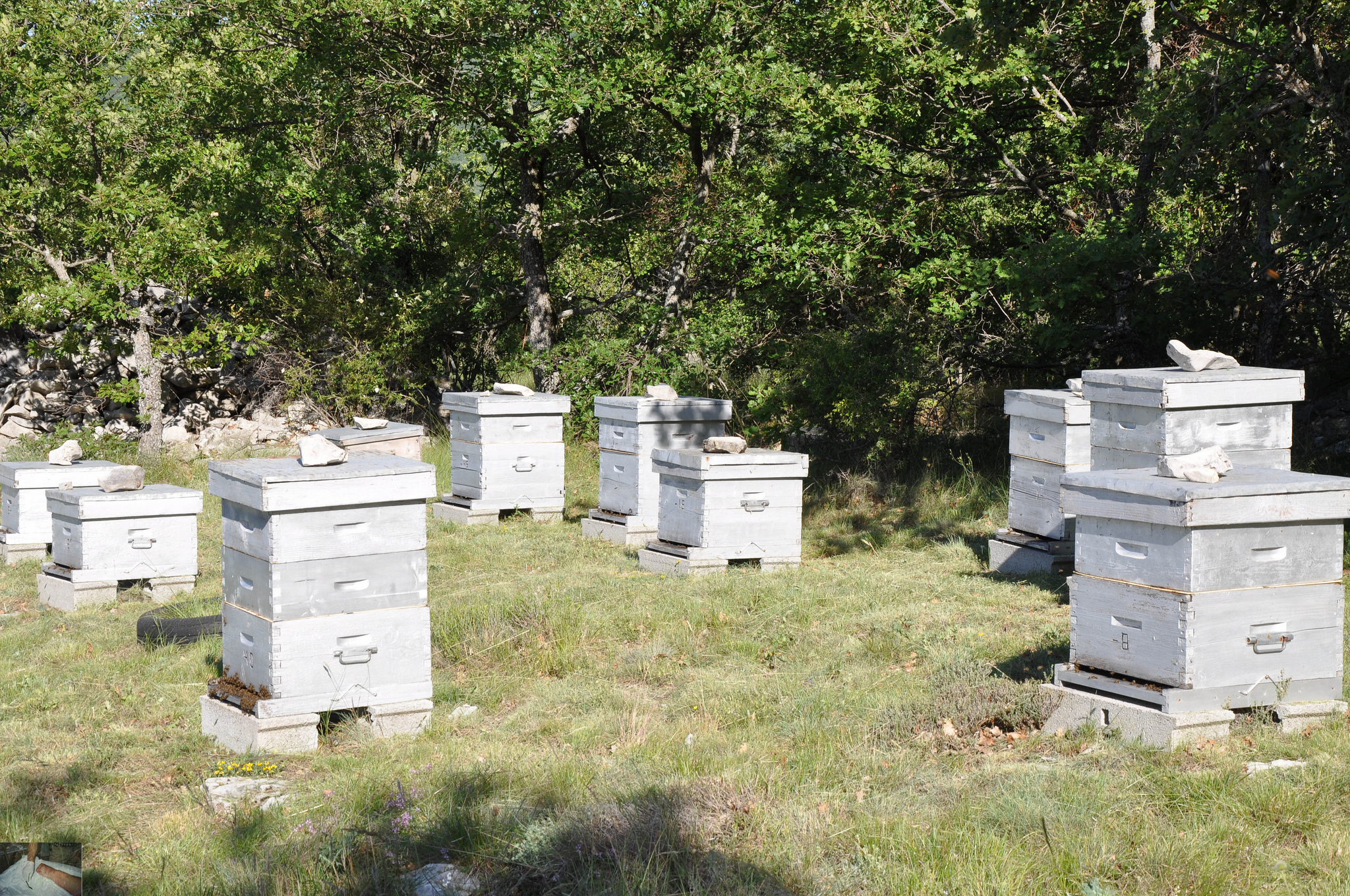
Imkerei mit Dadant-Blatt (10er) Beuten in Frankreich

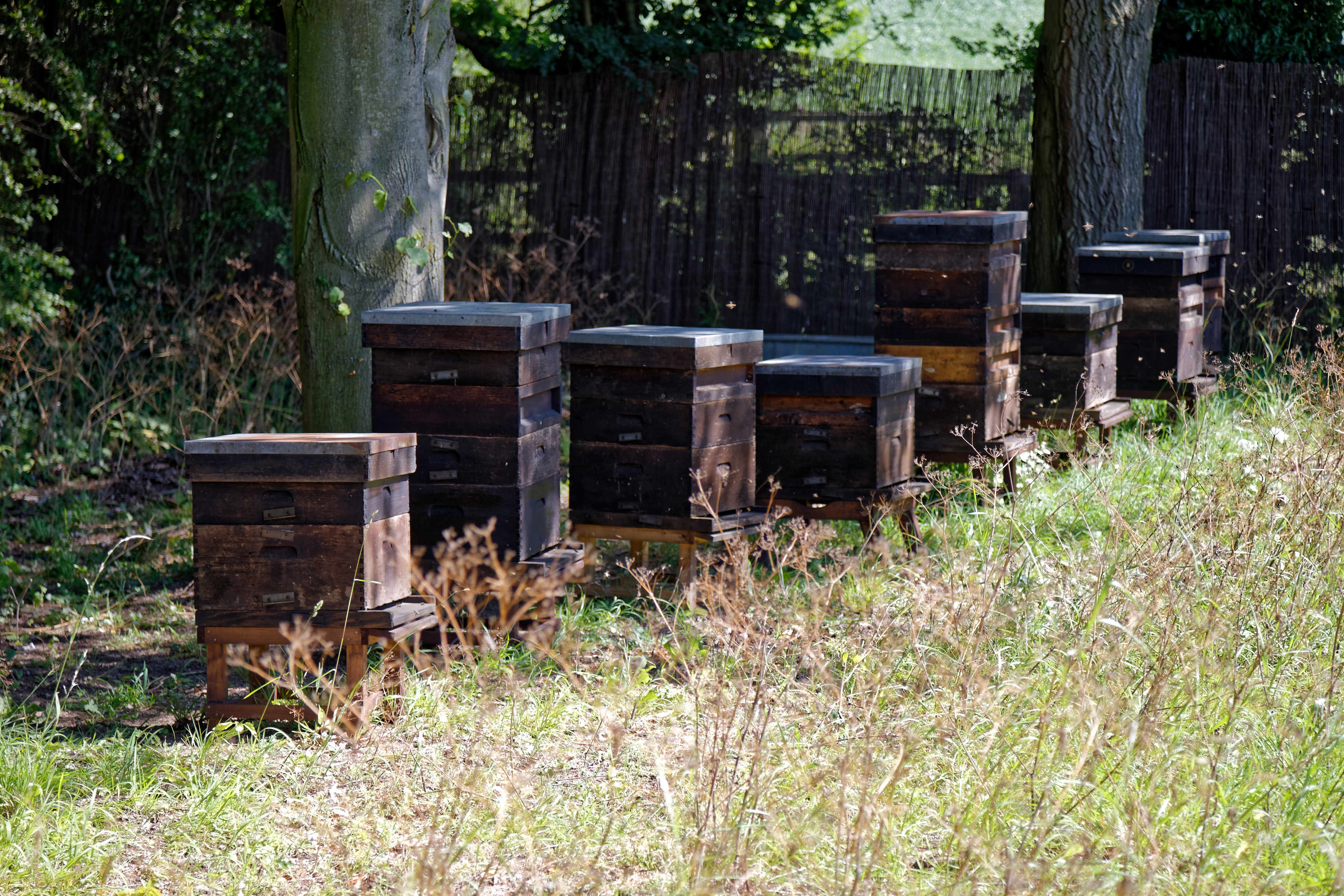
Honig-Apikultur mit Dadant-modifiziert Beuten in England

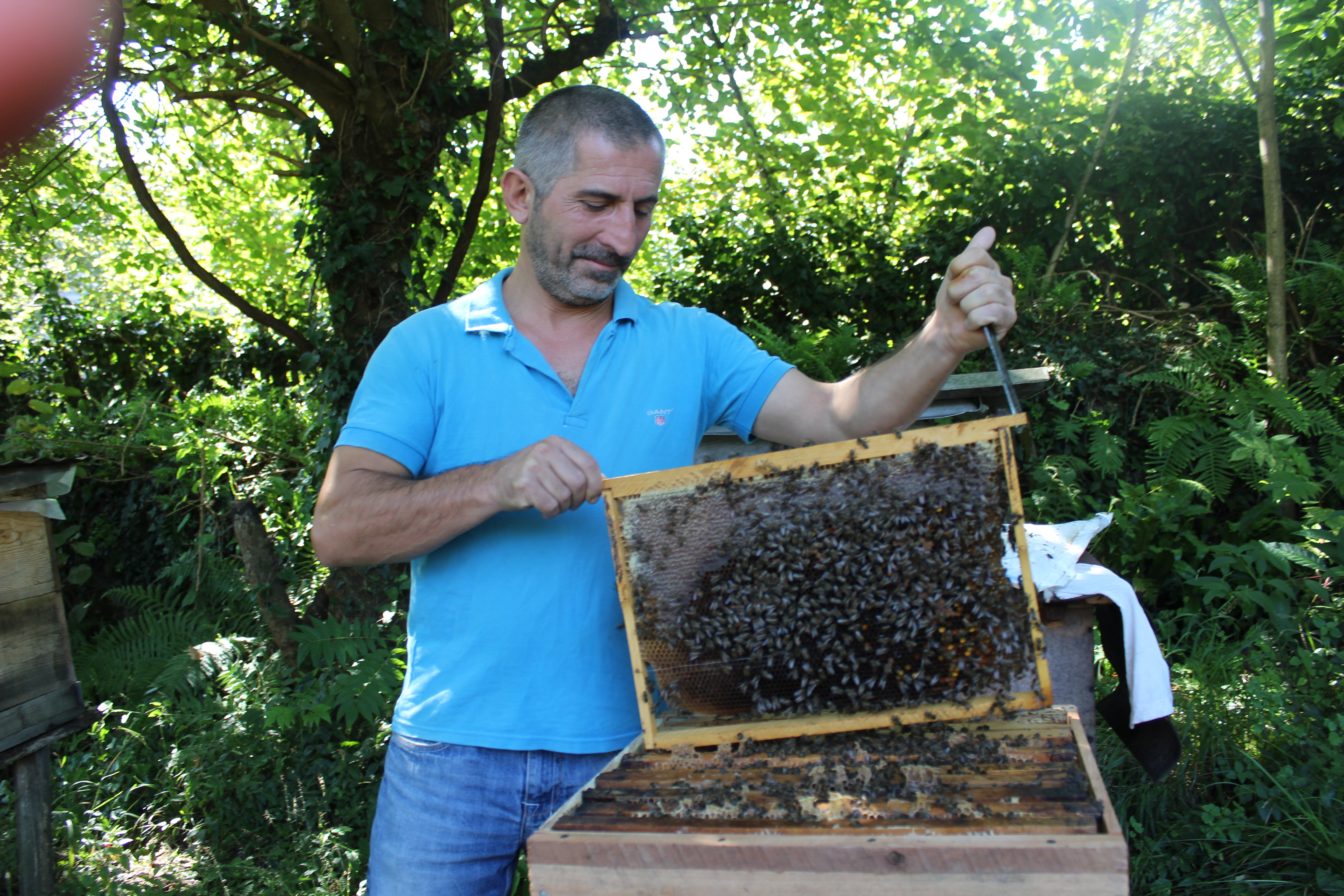
Imker in Gurien mit Dadant-Blatt Großwabe

Bei der Dadant-Beute ist der Brutraum etwa doppelt so groß wie ein Honigraum. Ihr Brutraum wird mit Breitwaben bestückt, d. h. die Rähmchenhöhe der Brutwaben ist geringer als die Rähmchenbreite (vgl. Hochwabe). In der Honigsaison beschreibt der umschlossene Innenraum eines quadratischen Brutraums plus Honigraum angenähert einen Würfel von 435 mm Kantenlänge, der das große sphärische Brutnest mit Honigkranz aufnimmt. Honig und Brut sind durch ein Absperrgitter getrennt. Im oberen Teil der Brutwaben entsteht so kein Honigkranz, der die Bienen oft daran hindern kann, den Honigraum anzunehmen, wie in geteilten Bruträumen oder bei Hochwaben. Wird eine Frühtracht geerntet, vermeidet dieses Breitwaben-System die Entstehung von Honigkränzen auf den Brutwaben mit Frühtracht-Honig, der dazu neigt in den Waben auszukristallisieren (aufgrund des höheren relativen Anteils an Traubenzucker) und damit schlechter geeignet ist für die Versorgung des Bienenvolkes im Herbst und Winter. In den USA, wo die Magazinimkerei mit Breitwaben in der Mitte des 19. Jahrhunderts von L.L. Langstroth und C. Dadant entwickelt wurde, hatten Frühtrachten stets eine besondere Bedeutung für die Imkerei (z. B. Klee-Honige). Der Rapsanbau in Europa verstärkte sich seit Mitte des 20. Jahrhunderts mit frostharten Winterraps-Sorten und ist heute für Frühtrachthonige in der Imkerei von großer Bedeutung. 
Die Dadantbeute existiert bis heute in den Varianten mit maximal 8, 10 oder 12 aufzunehmenden Rähmchen im einzargigen Brutraum. Die Brutraumgröße kann artgerecht durch Trennschieds variiert werden, „angepasster Brutraum“ genannt. Die 12 Rähmchen fassende Variante ist quadratisch und kann deshalb sowohl in Warmbau- als auch in Kaltbauwabenanordnung verwendet werden, also mit einer Ausrichtung der Wabengassen orthogonal beziehungsweise parallel zur Beutenvorderseite mit dem Flugloch. Auch die Honigraumzargen können wahlweise orthogonal oder parallel zur Ausrichtung der Waben des Brutraumes aufgesetzt werden, wobei die um 90° versetzte Ausrichtung schneller und leichter von den Honigbienen ausgebaut und mit Honig gefüllt wird.
Der Vorteil der Haltungsweise von Honigbienen in einem großen Brutraum ist, dass das Brutnest nicht unterbrochen ist.
Der verhältnismäßig große, einzargige Brutraum bringt eine gute Übersicht mit sich, für schonende und schnelle Bearbeitung, was zum Beispiel bei der Suche nach der Königin von Vorteil ist. Eine von der Arbeitssicherheit kritisch zu sehende ‚Kippkontrolle‘ ist unnötig. Durch Verwendung von Schieden werden Störungen des Brutnestes minimiert. Es müssen nur 9 bis zu 11 Waben kontrolliert werden, nicht 18–22 wie bei anderen Systemen.
Dass Honigwaben nach der Honigernte nicht zur Erweiterung des Brutraums benutzt werden können, ist kein Nachteil. Der Brutraum wird durch Rähmchen mit Mittelwänden aus Wachs erweitert, ein Teil der alten Brutwaben periodisch entnommen. Zudem ist keine Vorrichtung für das Abstellen der Waben erforderlich, weil es genug Platz hat, in der einen Großraumzarge.
In der Ruhe-, Winter- und Aufbauphase wird kein Honigraum aufgesetzt. Die Dadant-Beute beschreibt nun einen flachen Quader. Das kleine sphärische Brutnest mit Honigkranz befindet sich nun im vorderen Teil der Brutzarge, nahe dem Flugloch. Im hinteren Teil, fluglochfern, befinden sich die Futtervorräte, wie bei einer Lagerbeute.

## Sonstiges
Der Pionier der modernen Bienenzucht Karl Kehrle, auch bekannt unter seinem Ordensnamen ‚Bruder Adam‘, war ein Bienenzüchter im Kloster Buckfast Abbey in England. Aus seinen Züchtungen mit der modifizierten, quadratischen 12er Dadant-Beute ging die heute weit verbreitete Buckfastbiene hervor.